# Grand herbier de la côte orientale
Grand herbier de la côte orientale este o arie protejată (sit de importanță comunitară — SCI) din Franța întinsă pe o suprafață de 43.079 ha, integral marine.

## Localizare
Centrul sitului Grand herbier de la côte orientale este situat la coordonatele 42°15′29″N 9°34′30″E / 42.25806°N 9.575°E.

## Înființare
Situl Grand herbier de la côte orientale a fost declarat arie specială de conservare în baza directivei 92/43 din 1992 referitoare la conservarea habitatelor naturale și a faunei și florei sălbatice pentru a proteja 2 specii de animale.

## Biodiversitate
Situată în ecoregiunea mediteraneană, aria protejată conține 5 habitate naturale: Terase mlăștinoase și terase nisipoase neacoperite de apă la reflux, Straturi cu Posidonia (Posidonion oceanicae), Recifuri, Peșteri marine scufundate complet sau parțial, Bancuri de nisip acoperite în permanență slab de apă marină.
La baza desemnării sitului se află mai multe specii protejate:
- mamifere (1): delfin mare (Tursiops truncatus)
- reptile (1): Caretta caretta

Pe lângă speciile protejate, pe teritoriul sitului au mai fost identificate 1 specie de mamifere, 2 specii de nevertebrate.